# Закон України «Про внесення змін до Конституції України» (2004)
Закон України «Про внесення змін до Конституції України» від 08.12.2004 р. № 2222-IV — хронологічно перший Закон України, що вносив зміни до Конституції України. Закріплював перехід від президентсько-парламентської до парламентсько-президентської змішаної республіки. Визнаний неконституційним Рішенням Конституційного Суду України 30 вересня 2010 р. у зв'язку з порушенням процедури його розгляду та прийняття.

## Прийняття
У 2000—2001 роках рейтинг Леоніда Кучми знижувався: «касетний скандал» та вбивство журналіста Георгія Гонгадзе безпосередньо пов'язували із президентом, опозиція та громадські організації розпочали серію акцій протесту «Україна без Кучми» та «Повстань, Україно!».
У грудні 2002 року було створено тимчасову спеціальну комісію Верховної Ради України з опрацювання проєктів законів про внесення змін до Конституції.
Проєкт пройшов необхідну процедуру розгляду в Конституційному Суді й одержав позитивну відповідь стосовно можливості його внесення на голосування до Верховної Ради. Внесений до парламенту законопроєкт № 4180 був суттєво відмінним від законопроєкту № 4105, який уже був проголосований народними депутатами раніше, але не отримав необхідної кваліфікованої (300) більшості голосів.
На той час Кучма хотів закріпити свій вплив на політичну ситуацію в країні після того як полишить президентське крісло.
Вибори Президента України 2004 року стали переломними в історії України. 31 жовтня 2004 року відбулося голосування, внаслідок якого голоси виборців розподілилися: Віктор Ющенко набрав 39,26 %, Віктор Янукович — 39,11 %, решта кандидатів набрали менше ніж по 6 % голосів. Другий тур виборів було призначено на 21 листопада 2004 року.
За результатами другого туру виборів екзитполи засвідчували перемогу Ющенка, викриваючи кандидата від влади у фальсифікаціях і махінаціях. 24 листопада Центральна виборча комісія під головуванням Сергія Ківалова оголосила переможцем у виборах Віктора Януковича.
Штаб Ющенка ініціював Справу у Верховному Суді про встановлення результатів виборів. 3 грудня у справі оголошено Рішення: дії Центральної виборчої комісії визнані неправомірними; скасовані постанови ЦВК про результати виборів Президента України 21 листопада 2004 року та обрання Президента України, про оприлюднення результатів виборів Президента України; зобов'язано ЦВК призначити повторне голосування по виборах Президента України.
8 грудня у Верховній Раді внаслідок досягнутого політичного компромісу відбулося велике пакетне голосування. 402-ма голосами були ухвалені:
1. Закон «Про особливості застосування Закону України „Про вибори Президента України“ при повторному голосуванні 26 грудня 2004 року»[4], який дозволив унеможливити масові фальсифікації на переголосуванні;
2. Закон «Про внесення змін до Конституції України»[5], який перетворив Україну з президенсько-парламентської на парламентсько-президентську республіку і був скасований при Януковичі у 2010 році;
3. Постанова «Про попереднє схвалення законопроекту про внесення змін до Конституції України»[6], якою був схвалений законопроєкт про внесення змін до Конституції щодо місцевого самоврядування (який так і не був реалізований);
4. Постанова «Про дострокове припинення повноважень членів Центральної виборчої комісії»[7];
5. Постанова «Про призначення на посади членів Центральної виборчої комісії»[8], внаслідок чого ЦВК отримала нового голову — Ярослава Давидовича.

«За» проголосувати всі фракції тодішнього парламенту, крім Блоку Юлії Тимошенко. Віктор Ющенко не голосував.
Більшість положень Закону про внесення змін до Конституції України набули чинності з 1 січня 2006 р., а вже з 25 травня 2006 p. — після складення присяги народними депутатами України V скликання — всі без винятку положення Закону України «Про внесення змін до Конституції України» від 8 грудня 2004 р. набрали чинності.

## Зміст Закону
Суть першої в Україні конституційної реформи зводилася до наступних змін:
- Збільшення строку повноважень Верховної Ради з 4 до 5 років.
- Введення нових вимог щодо несумісності депутатського мандата.
- Додаткові підстави припинення повноважень народних депутатів (у тому числі за «тушкування»).
- Запровадження коаліції депутатських фракцій і депутатських груп, яка вносить пропозиції Президенту України щодо кандидатури Прем'єр-міністра України, формує склад Кабінету Міністрів України та є відповідальною за його діяльність.
- Право парламенту надавати згоду на звільнення з посади Президентом України Генерального прокурора України.
- Право парламенту призначати та звільняти за поданням Президента Голови Служби безпеки України.
- Право парламенту погоджувати призначення та звільнення керівників АМКУ та ФДМУ.
- Право Президента розпустити Верховну Раду, якщо (1) протягом одного місяця у не сформовано коаліцію депутатських фракцій; (2) протягом шістдесяти днів після відставки Кабінету Міністрів не сформовано персональний склад Кабінету Міністрів; (3) протягом тридцяти днів однієї чергової сесії пленарні засідання не можуть розпочатися.
- Право законодавчої ініціативи відібрали у Національного банку України.
- У разі дострокового припинення повноважень Президента України виконання його обов'язків покладається на Голову Верховної Ради (а не Прем'єр-міністра).
- Кабінет Міністрів України відповідальний перед Президентом і Верховною Радою, підконтрольний і підзвітний Верховній Раді (раніше: відповідальний перед Президентом та підконтрольний і підзвітний Верховній Раді).
- Прем'єр-міністр України призначається Верховною Радою за поданням Президента. Кандидатуру на посаду Прем'єр-міністра вносить Президент за пропозицією коаліції. Міністр оборони, Міністр закордонних справ призначаються Верховною Радою за поданням Президента, інші члени Кабінету Міністрів призначаються Верховною Радою за поданням Прем'єр-міністра.
- Кабінет Міністрів складає повноваження перед новообраною Верховною Радою (раніше: перед новообраним Президентом).
- У разі якщо Президент не підписав закон, щодо якого подолане вето, він невідкладно офіційно оприлюднюється Головою Верховної Ради і опубліковується за його підписом.
- Президент має право зупиняти дію актів Кабінету Міністрів, а не скасовувати їх.
- Президент не має права вето щодо законів про внесення змін до Конституції України.
- Право Кабміну утворювати, реорганізовувати та ліквідовувати міністерства та інші центральні органи виконавчої влади, призначати та звільняти за поданням Прем'єр-міністра України керівників ЦОВВ, що не входять до складу Кабміну.
- Повернення прокуратурі функції загального нагляду.
- Збільшення строку повноважень місцевих рад з 4 до 5 років.

## Подальша легітимність Закону
Національна комісія із зміцнення демократії та утвердження верховенства права 27 грудня 2005 р. оприлюднила Висновок щодо дотримання конституційної процедури під час внесення змін до Конституції України шляхом ухвалення Закону України «Про внесення змін до Конституції України» від 8 грудня 2004 p. № 2222-IV та щодо відповідності його положень загальним засадам Конституції України 1996 року і європейським стандартам, у якому акцентувалася увага на проблемних аспектах унормування конституційної реформи в Україні, а саме: порушенні процедурних питань, відсутності висновку Конституційного Суду на відповідний законопроєкт, до якого в процесі розгляду та голосування 8 грудня 2004 р. вносилися зміни; «пакетному» голосуванні; порушенні Регламенту Верховної Ради України, який мав силу закону.
Висновок також звернув увагу на змістовні невідповідності конституційного проєкту загальним засадам Основного Закону та вимогам і стандартам сучасного європейського конституціоналізму, а саме положення про: збільшення строку повноважень Верховної Ради України та місцевих рад; введення імперативного мандата; суперечливість у формуванні Уряду, його складу, відповідальності, злагодженості роботи; відновлення загальнонаглядової функції прокуратури тощо.
Зауваження щодо процедури ухвалення зафіксовані і в Резолюції Парламентської Асамблеї Ради Європи від 5 жовтня 2005 року № 1466 «Про виконання обов'язків та зобов'язань Україною».
Пізніше, у 2006—2010 роках, згадані вище недосконалості та колізії оновленої Конституції спричинили низку конституційних конфліктів.
Віктор Янукович прийшов до влади внаслідок виборів глави держави 2010 року. Інавгурація четвертого Президента України відбулася 25 лютого 2010-го.
Після цього 252 народних депутати звернулися до Конституційного Суду з клопотанням визнати таким, що не відповідає Конституції України (є неконституційним), Закон «Про внесення змін до Конституції України» від 8 грудня 2004 року № 2222-IV.
30 вересня 2010 року Конституційний Суд України ухвалив Рішення № 20-рп/2010, яким визнав таким, що не відповідає Конституції України (є неконституційним), цей Закон у зв'язку з порушенням конституційної процедури його розгляду та прийняття. Закон втратив чинність з дня ухвалення Рішення. Окремі думки висловили судді Шишкін В. І. та Стецюк П. Б.
Конституційний Суд, обґрунтовуючи неконституційність Закону, зазначив, що 8 грудня 2004 року Верховна Рада розглянула законопроєкт № 4180 з поправками, щодо якого [з урахуванням поправок] Конституційний Суд не давав необхідного висновку, і ухвалила Закон № 2222, чим порушила вимоги частини другої статті 19, статті 159 Конституції України.
Також неправомірним було одночасне (пакетне) голосування за прийняття декількох нормативно-правових актів з різними процедурами прийняття.
21 лютого 2014 року Верховна Рада в умовах революційного повалення влади Януковича конституційною більшістю в 386 голосів прийняла за основу та в цілому Закон про відновлення дії окремих положень Конституції України. Це означає, що Верховна Рада повернула в дію Конституцію 2004 року, проте зробила це в обхід конституційної процедури.
Наступного дня, враховуючи, що Закон про відновлення дії окремих положень Конституції України не підписаний Президентом, парламент ухвалив ще один юридично сумнівний акт — Постанову «про текст Конституції України в редакції 28 червня 1996 року, із змінами і доповненнями, внесеними законами України від 8 грудня 2004 року № 2222-IV, від 1 лютого 2011 року № 2952-VI, від 19 вересня 2013 року № 586-VII». Ця Постанова вважається такою, що втратила чинність (без пояснення причин), з 2 березня 2014 року. Відомо, що того дня відбулося закрите засідання Верховної Ради.
З огляду на те, що В. Янукович покинув країну, Верховна Рада 23 лютого 2014 року на період до обрання і вступу на пост нового Президента України доручила виконання обов'язків глави держави згідно зі ст. 112 Конституції України вже в редакції 2014 року Голові Верховної Ради О. Турчинову. А 25 лютого 2014 року Верховна Рада 316 голосами народних депутатів уповноважила О. Турчинова на підписання законів, прийнятих з 21 лютого 2014 року, на період до здійснення відповідних повноважень Президентом України.
Маючи такі повноваження, О. Турчинов підписав Закон від 21 лютого 2014 року «Про відновлення дії окремих положень Конституції України», який був опублікований 1 березня 2014 року в газеті «Голос України» і набув чинності 2 березня 2014 року.
Проте, сам Закон № 2222-IV не вважається чинним після 30 вересня 2010 року.

## Публікації
- Бредіс, Ї. «Конституційна реформа 2004 року: ви-токи, рушійні сили та наслідки.» К.: Видавничий дім<< Києво-Могилянська академія (2009): 31-50.
- Долежан, В., and М. Косюта. «Конституційна реформа і функції прокуратури.» Прокуратура. Людина. Держава 12 (2004): 27-32.
- Крейденко, В. В. «Інститут президентства в Україні: порівняльний аналіз 2004—2012 рр.» Ефективність державного управління 30 (2012): 151—157.
- Оніщук, М. В. «Конституційна реформа: вимір відповідальності (до нової національної ідеології та відповідального правління).» М. Оніщук (2004): 146—152.
- Речицький, В. «Втілюючи принципи верховенства права: політико-правовий коментар положень Рішення Конституційного Суду України у справі про додержання процедури внесення змін до Конституції України.» Вісник Конституційного Суду України 6 (2010): 142—151.
- Речицький, В., and Є. Захаров. «Конституційна реформа 2004 року і права людини.» Права людини 7 (2005): 31.
- Тодика, Ю. «Конституційна реформа в Україні в аспекті народовладдя і розвитку правової системи.» Вісник Академії правових наук України 1 (2004): 36.